# إيرني برايس
إيرني برايس (بالإنجليزية: Ernie Price)‏ (12 مايو 1926 في المملكة المتحدة - 25 فبراير 2013 في المملكة المتحدة) هو مدرب كرة قدم ولاعب كرة قدم بريطاني (وحمل سابقاً جنسية المملكة المتحدة لبريطانيا العظمى وأيرلندا) في مركز الهجوم. لعب مع كريستال بالاس ونادي سندرلاند وBideford A.F.C. ‏ ونادي ويموث ونادي تاونتون تاون ‏ ودارلينجتون إف سى.